# Organon
Organon (in greco antico: Ὄργανον?, Órganon, "strumento") è il termine usato dal commentatore di Aristotele Alessandro di Afrodisia, per riferirsi all'edizione delle sue sei opere di logica: le Categorie, il De Interpretatione, gli Analitici primi, gli Analitici secondi, i Topici e gli Elenchi sofistici.

## Struttura
L'ordine delle opere non è quello cronologico (molto difficile, peraltro, da stabilire), ma venne deciso da Teofrasto, con l'esplicito scopo di costituire un sistema ben strutturato, anche se in effetti sembra che alcuni di questi testi fossero in origine appunti per delle lezioni di logica.
- Le Categorie (latino: Categoriae) espongono la classificazione aristotelica di tutto ciò che esiste in dieci categorie: sostanza, quantità, qualità, relazione, luogo, tempo, giacere, avere, agire e patire. In questo trattato Aristotele menziona i predicati, poi discussi da Porfirio e dai logici scolastici.
- Il De Interpretatione (greco: Peri hermeneias) espone la teoria aristotelica della proposizione e del giudizio e le varie relazioni tra proposizioni affermative, negative, particolari e universali. Contiene il principale contributo di Aristotele alla filosofia del linguaggio. Inoltre discute il problema delle caratteristiche accidentali.
- Gli Analitici primi (latino: Analytica priora) introducono la teoria sillogistica, argomentano in favore della sua correttezza e discutono l'inferenza induttiva.
- Gli Analitici secondi (latino: Analytica posteriora) si occupano della dimostrazione e della conoscenza scientifica.
- I Topici  (latino: Topica) trattano questioni concernenti la costruzione di argomenti validi e l'inferenza probabile (in opposizione a quella certa).
- Le Confutazioni sofistiche (latino: De Sophisticis elenchis) in contrapposizione ai Topici, trattano le fallacie logiche e forniscono un collegamento all'opera di Aristotele sulla retorica.

## Influenza

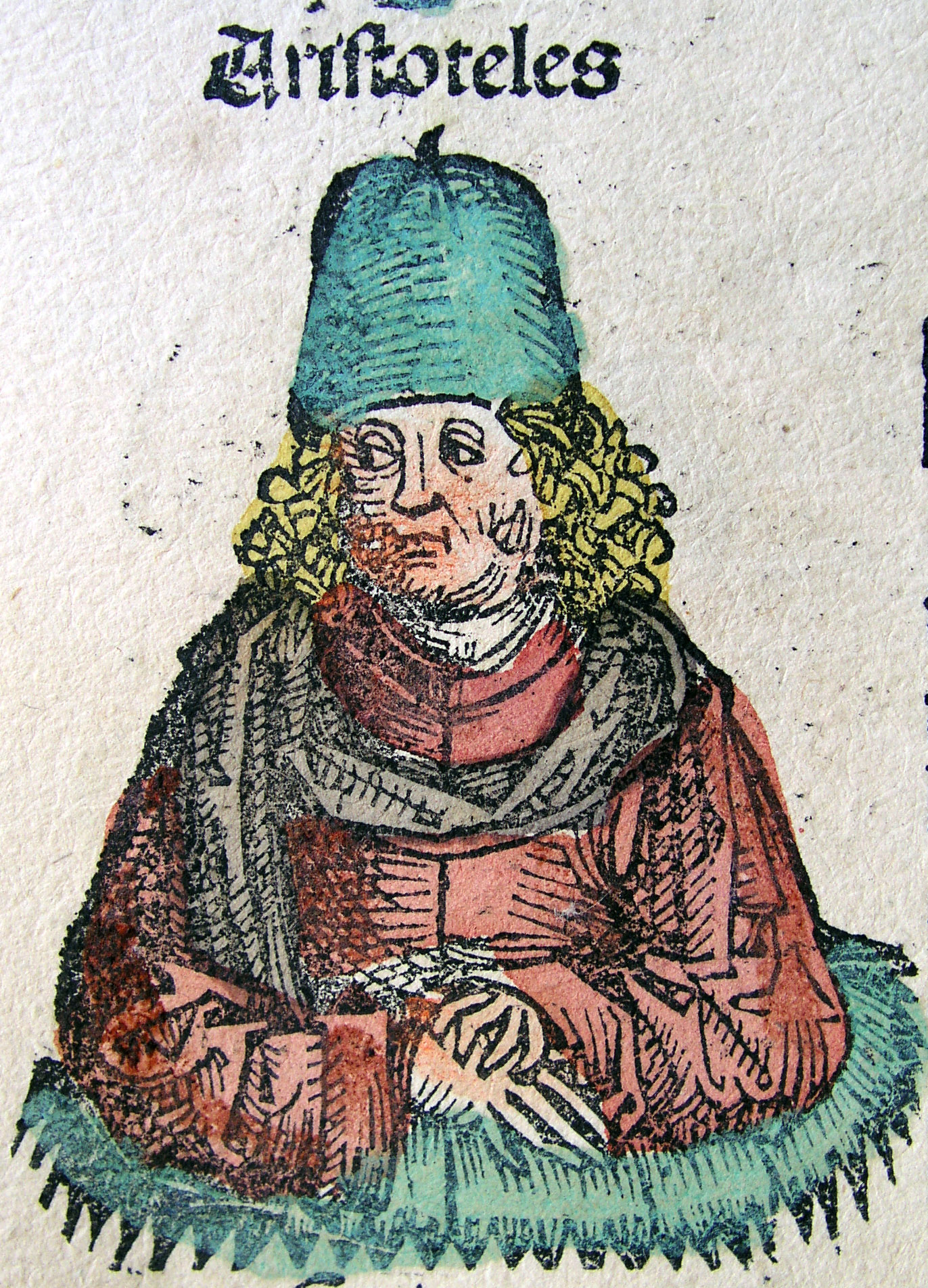
Ritratto di Aristotele, dalle "Cronache di Norimberga"

Dopo la caduta dell'Impero romano d'Occidente nel V secolo, la gran parte dell'opera di Aristotele andò perduta nell'Occidente latino. Quando l'imperatore cristiano Giustiniano chiuse la Scuola di Atene nel 529, accusata di diffondere il paganesimo, i filosofi greci migrarono in Asia, dove sotto la cultura persiana e araba si assistette a una fioritura degli studi aristotelici. Le Categorie e il De interpretatione, tradotti e commentati in latino da Boezio, erano gli unici significativi testi di logica disponibili nell'Alto Medioevo. Le altre opere di logica rimasero a lungo non disponibili in Occidente, finché la Logica vetus non fu completata dalla Logica nova e quelle mancanti non vennero tradotte in latino nel XII secolo, dapprima da filosofi arabi con commento di arabi e giudei, e poi direttamente dal greco in latino.
Nel VI secolo gli scritti di logica di Aristotele erano stati tradotti in siriaco; intorno all'850, l'Isagoge di Porfirio e le Categorie, il De interpretatione e i Primi analitici di Aristotele erano stati tradotti dal siriaco all'arabo; verso il 900 la traduzione dell'Organon era completa.. Nel X secolo, al-Farabi aveva commentato alcuni scritti dell'Organon e dell'opera di Porfirio, oltre a scrivere una Concordanza fra Platone e Aristotele. Al tempo di Averroè una parte della sua opera era già nota nei centri culturali dell'Andalusia. Gli Arabi tentarono di conciliare Platone con Aristotele, attribuendo all'autorità di quest'ultimo il Liber de causis e la Teologia di Aristotele, ispirata alle Enneadi di Plotino.
L'opera di Aristotele era comunque disponibile nel Vicino Oriente (Scuole di Edessa, Nisibi, Gundishapur, Casa della Sapienza) e venne studiata da pensatori siriaci, musulmani ed ebrei, tra cui il rabbino Mosè Maimonide e il filosofo musulmano Ibn Rushd (Averroè, 1126-1198), entrambi vissuti a Cordova in Spagna. Cordova aveva settanta biblioteche, una delle quali con oltre 40 000 volumi, mentre le più grandi biblioteche nell'Europa non arabizzata non superavano i 2 000 volumi.
Tutti i principali filosofi scolastici scrissero commenti all'Organon. Tommaso d'Aquino, Guglielmo di Occam e Giovanni Duns Scoto scrissero commenti alle Categorie e alle Confutazioni sofistiche; Roberto Grossatesta fu autore di un influente commento agli Analitici secondi.
Nell'epoca moderna si assistette a una rinascita dell'interesse per la logica come base dell'indagine scientifica, e un gran numero di testi, tra cui la Logica di Port-Royal in modo particolarmente efficace, rielaborarono la terminologia di Aristotele a scopi didattici. Durante questo periodo, in cui certamente la logica era ancora basata su quella di Aristotele, gli scritti aristotelici furono più raramente la base dello studio. C'era in questo periodo la tendenza a considerare il sistema logico dell'epoca come completo, il che senza dubbio ostacolò innovazioni in questo campo. Comunque Francesco Bacone pubblicò il Novum Organum nel 1620 come una critica a tutto campo alla logica aristotelica. Immanuel Kant pensava che non ci fosse niente da inventare dopo Aristotele, e un famoso storico della logica, Karl von Prantl (1820-1888), affermò che qualunque logico che dicesse qualcosa di nuovo a proposito della logica era "confuso, stupido o perverso". Questi esempi illustrano l'influenza avuta dalle opere logiche di Aristotele. In effetti già al tempo degli scolastici era divenuto noto come "il Filosofo", in gran parte a seguito della sua influenza su Tommaso. Il dogmatismo creato dagli scolastici in favore di Aristotele non scomparve fino al principio dell'epoca moderna.
Dopo le innovazioni logiche del XIX secolo, in particolare la logica proposizionale, la logica di Aristotele è studiata principalmente per motivi storici. C'è comunque un grande interesse per la sillogistica a causa della sua struttura vicina alle forme di ragionamento che si incontrano nelle lingue naturali.

### Traduzioni in italiano
- Organon, Introduzione, traduzione e note di Giorgio Colli, Collana Classici della Filosofia n. 1, Torino, Einaudi, 1955. Riedito da Bari, Laterza, 1970; Milano, Adelphi, 2003, ISBN 88-459-1755-X.
- Organon. Categorie - Dell'interpretazione - Analitici primi, a cura di Marcello Zanatta, Collana Classici della Filosofia, Torino, UTET, 1996.
- Organon. Analitici secondi - Topici - Confutazioni sofistiche, a cura di Marcello Zanatta, Collana Classici della Filosofia, Torino, UTET, 1996.
- Analitici secondi. Organon IV, traduzione di e commento a cura di Mario Mignucci. Introduzione di Jonathan Barnes, Collana Biblioteca Universale n.606, Roma, Laterza, 2007, ISBN 978-88-420-8383-2.
- Le confutazioni sofistiche. Organon VI, a cura di Paolo Fait, Collana Biblioteca Universale n.599, Roma, Laterza, 2007, ISBN 978-88-420-8316-0.
- Organon. Le Categorie - De Interpretatione - Analitici primi - Analitici secondi - Topici - Confutazioni sofistiche ("Le Categorie" a cura di Marina Bernardini; "De Interpretatione" a cura di Lucia Palpacelli; "Analitici primi" a cura di Milena Bontempi; "Analitici secondi" a cura di Roberto Medda; "Topici" e "Confutazioni sofistiche" a cura di Arianna Fermani), Coordinamento generale di Maurizio Migliori, Testo greco a fronte, Collana Il pensiero occidentale, Milano, Bompiani, 2016, ISBN 978-88-452-8164-8.

### Studi
- Walter Belardi, Il linguaggio nella filosofia di Aristotele, Roma, Kappa Editrice, 1975.
- Józef Maria Bocheński, Ancient Formal Logic, Amsterdam, North-Holland, 1951.
- Guido Calogero, I fondamenti della logica aristotelica, Firenze, La Nuova Italia, 1927 - nuova ed. 1968.
- (EN) Hammond & Scullard, The Oxford Classical Dictionary, Oxford University Press, 1992, ISBN 0-19-869117-3.
- (EN) Jan Łukasiewicz, Aristotle's Syllogistic, from the Standpoint of Modern Formal Logic, Oxford, Clarendon Press, 1951.
- Mario Mignucci, La teoria aristotelica della scienza, Firenze, Sansoni, 1965.
- Mario Mignucci, L'argomentazione dimostrativa in Aristotele. Commento agli Analitici secondi (Commento al libro A), Padova, Antenore, 1975.
- (EN) Parry & Hacker, Aristotelian Logic, Albany, State University of New York Press, 1991.
- (EN) Lynn E. Rose, Aristotle's Syllogistic, Springfield, Ill., Clarence C. Thomas, 1968.
- Vittorio Sainati, Storia dell'"Organon" aristotelico. I: Dai "Topici" al "De Interpretatione", Firenze, Le Monnier, 1968 - nuova ed., Pisa: ETS, 2011.
- Vittorio Sainati, Storia dell'"Organon" aristotelico. II: L'analitica. Parte prima. La crisi epistemologica della Topica, Firenze, Le Monnier, 1973.
- Giuseppe Scarpat, Il discorso e le sue parti in Aristotele, Arona, Paideia, 1950.
- (EN) Henry Babcock Veatch, Jr., Two Logics: The Conflict between Classical and Neo-Analytic Philosophy, Evanston, Northwestern University Press, 1969.